# 大相撲平成24年5月場所
大相撲平成24年5月場所（おおずもうへいせい24ねん5がつばしょ）は、2012年5月6日（日）から5月20日（日）まで両国国技館で開催された大相撲本場所。
幕内最高優勝は、前頭7枚目・旭天鵬勝（12勝3敗・初）

## 場所前の話題など
番付発表は2012年（平成24年）4月23日。
前場所後に大関昇進を果たした鶴竜の取組が期待された。

## 番付・星取表
| 東       | 成績    | 結果             | 番付   | 西         | 成績      | 結果         |
| -------- | ------- | ---------------- | ------ | ---------- | --------- | ------------ |
| 白鵬     | 10勝5敗 |                  | 横綱   |            |           |              |
| 日馬富士 | 8勝7敗  |                  | 大関   | 把瑠都     | 9勝6敗    |              |
| 稀勢の里 | 11勝4敗 |                  | 大関   | 琴奨菊     | 10勝5敗   |              |
| 琴欧洲   | 8勝7敗  |                  | 大関   | 鶴竜       | 8勝7敗    |              |
| 豊ノ島   | 7勝8敗  |                  | 関脇   | 豪栄道     | 8勝7敗    | 殊勲賞       |
| 豊真将   | 4勝11敗 |                  | 小結   | 安美錦     | 7勝8敗    |              |
| 阿覧     | 5勝10敗 |                  | 前頭1  | 髙安       | 5勝10敗   |              |
| 妙義龍   | 9勝6敗  | 技能賞           | 前頭2  | 臥牙丸     | 5勝10敗   |              |
| 豊響     | 5勝10敗 |                  | 前頭3  | 豪風       | 7勝8敗    |              |
| 栃煌山   | 12勝3敗 | 優勝同点、敢闘賞 | 前頭4  | 栃乃若     | 2勝13敗   |              |
| 隠岐の海 | 10勝5敗 |                  | 前頭5  | 雅山       | 4勝11敗   |              |
| 若荒雄   | 10勝5敗 |                  | 前頭6  | 碧山       | 11勝4敗   |              |
| 松鳳山   | 9勝6敗  |                  | 前頭7  | 旭天鵬     | 12勝3敗   | 優勝、敢闘賞 |
| 栃ノ心   | 9勝6敗  |                  | 前頭8  | 北太樹     | 5勝10敗   |              |
| 時天空   | 7勝8敗  |                  | 前頭9  | 嘉風       | 8勝7敗    |              |
| 若の里   | 5勝10敗 |                  | 前頭10 | 千代大龍   | 5勝4敗6休 |              |
| 翔天狼   | 9勝6敗  |                  | 前頭11 | 佐田の富士 | 7勝8敗    |              |
| 魁聖     | 9勝6敗  |                  | 前頭12 | 大道       | 7勝8敗    |              |
| 天鎧鵬   | 5勝10敗 |                  | 前頭13 | 皇風       | 5勝8敗2休 |              |
| 朝赤龍   | 6勝9敗  |                  | 前頭14 | 千代の国   | 全休      |              |
| 富士東   | 3勝12敗 |                  | 前頭15 | 玉鷲       | 8勝7敗    |              |
| 宝富士   | 9勝6敗  |                  | 前頭16 |            |           |              |

## 優勝争い
一人横綱白鵬は初日安美錦に敗れて土。新大関鶴竜も2日目に敗れて土がついた。序盤5日間終わった段階で全勝は大関琴奨菊だけで、1敗は白鵬を筆頭に11人。その琴奨菊は7日目に土がついて1敗に後退、1敗白鵬は豊響に金星を配給して2敗に後退した。白鵬は中日（関脇豪栄道）、9日目（関脇豊ノ島）と3連敗となって一時は優勝争いから名前が消え、9日目終了段階では1敗が稀勢の里と栃煌山、2敗の4人が優勝を争う展開となった。10日目は栃煌山が2敗に後退し、中盤戦終了時点では稀勢の里が1敗で単独トップ、2敗が栃煌山、玉鷲、宝富士の平幕3人だった。
11日目になると、宝富士が栃ノ心、玉鷲が旭天鵬、栃煌山が豊ノ島に敗れてそれぞれ3敗に後退すると、稀勢の里は鶴竜に勝ったため、後続に2差をつけた単独トップとなり、この時点ではファンの誰もが稀勢の里の優勝になると思っていた。
しかし翌12日目に稀勢の里が栃煌山に敗れて2敗に後退すると、優勝争いから一時は脱落したかと見られていた栃煌山、序盤で既に3敗していたため優勝争いにそもそも加わっていなかった旭天鵬の2人も3敗で優勝争いに名前が入った。13日目に稀勢の里が白鵬に敗れて3敗に後退したため、優勝争いのトップがこの段階で3人、4敗で白鵬、隠岐の海、碧山の3人と一転混戦模様になってしまった。
14日目、栃煌山、旭天鵬は本来上位と当たる番付ではなかったが、栃煌山は大関鶴竜、旭天鵬は大関琴欧洲との対戦が組まれてそれぞれ勝ち、他の3敗・4敗勢も全員勝って優勝争いに残った。千秋楽に3敗、4敗の6人の直接対決は組まれなかったため、3敗力士が全員敗れ、4敗力士が全員勝てば最大6人による優勝決定戦の可能性もあった。
近年稀に見る混戦に、ファンの期待も膨らんだ千秋楽に大関琴欧洲が休場。琴欧洲の対戦相手は栃煌山だったため、栃煌山が不戦勝で3敗キープとなった。この時点で栃煌山の優勝決定戦進出と4敗3人の優勝の可能性消滅が決定してしまった。千秋楽不戦勝の力士が優勝してしまう可能性がある中、先に土俵に上がった3敗力士・旭天鵬は関脇豪栄道を寄り切りで下して3敗キープ。この時点で優勝決定戦の実施が決定し、続いて栃煌山の不戦勝の勝ち名乗り。最後に稀勢の里が土俵に上がったが、大関把瑠都に敗れて4敗に後退。一時2差でトップに立っていた稀勢の里は優勝決定戦にすら出場できなかった。
史上初めて平幕同士によって行われた優勝決定戦。どちらか勝っても初優勝だったが、旭天鵬が栃煌山に叩き込みで勝って初優勝。37歳8ヶ月の初優勝は昭和以降で最高齢だった。

## 各段優勝・三賞
- 幕内最高優勝　旭天鵬勝　12勝3敗（初）
  - 殊勲賞　豪栄道豪太郎　8勝7敗（初）
  - 敢闘賞
    - 栃煌山雄一郎　12勝3敗（30場所ぶり2度目）
    - 旭天鵬勝　12勝3敗（27場所ぶり6度目）

  - 技能賞　妙義龍泰成　9勝6敗（2場所ぶり2度目）
- 十両優勝　玉飛鳥大輔　12勝3敗
- 幕下優勝　寺下隆浩　7戦全勝
- 三段目優勝　太田剛希　7戦全勝
- 序二段優勝　巨東宣浩　7戦全勝
- 序ノ口優勝　大砂嵐金太郎　7戦全勝

## トピック
- 旭天鵬の優勝パレードでは、旗手を横綱白鵬が務めた。時の横綱が旗手を務めるのは異例のことであったが、これはモンゴル出身力士の先駆者である旭天鵬に対し、敬意を表して行ったものである。[8]
- 琴欧洲が千秋楽に休場したことで優勝争いに大きく水を差される結果となったこの場所だが、琴欧洲の休場表明が14日目打ち出し後ならば「割返し」を行ってこの事態を回避することができたかもしれないと八角広報部長が発言するなど、琴欧洲の対応には各方面から批判の声が上がり、栃煌山が不戦勝の勝ち名乗りを受ける際には琴欧洲に対するブーイングが発生した。また、北の湖理事長はこの件について、協会ご挨拶の場で謝罪する羽目になった。[9]なお、琴欧洲が休場する原因となったのは14日目の旭天鵬戦の際の負傷であったため、皮肉にも3敗旭天鵬が同じく3敗栃煌山の優勝決定戦進出をアシストする結果となった。
- 終盤の失速で優勝決定戦にも進出できなかった稀勢の里だが、10日目終了時点で日本人大関が優勝争いの単独トップに立ったこと自体、8年半ぶりのことであった。[10]
- この場所は関脇の豪栄道（1横綱3大関撃破・殊勲賞）と平幕の妙義龍（4大関撃破・技能賞）、豊響（1横綱2大関撃破）と、境川部屋の若手力士3人が揃って活躍したため、「境川旋風」とも呼ばれた。[11]
- 元幕内の琉鵬（陸奥部屋）、元十両の仲の国（湊部屋）、千代桜（九重部屋）がそれぞれこの場所限りで現役引退した。[12][13][14]
- 翌年の5月場所は5日初日、19日千秋楽の日程であったが、今場所で思うようにチケットを捌けなかったことから、大型連休を避け、1週間ずらして、12日初日、26日千秋楽に変更した。